# Duńskie odznaczenia
Duńskie odznaczenia – kilka orderów oraz kilkadziesiąt medali i odznak honorowych przyznawanych w Królestwie Danii oraz krajach należących do Zjednoczonego Królestwa Danii, czyli Wysp Owczych i Grenlandii.
| Baretka                                         | Nazwa polska                                                                                         | Nazwa duńska (lub oryginalna)                                                                                             | Ustanowiono/ zreformowano(*)                    |
| Odznaczenia w aktualnej kolejności starszeństwa | Odznaczenia w aktualnej kolejności starszeństwa                                                      | Odznaczenia w aktualnej kolejności starszeństwa                                                                           | Odznaczenia w aktualnej kolejności starszeństwa |
| ----------------------------------------------- | --- | --- | ----------------------------------------------- |
|                                                 | Order Słonia                                                                                         | Elefantordenen | 1580                                            |
|                                                 | Order Danebroga – Wielki Komandor                                                                    | Dannebrogordenen – Storkommandør                                                                                          | 1842                                            |
|                                                 | Order Danebroga – Krzyż Wielki                                                                       | Dannebrogordenen – Storkors                                                                                               | 1671                                            |
|                                                 | Order Danebroga – Komandor 1. Stopnia                                                                | Dannebrogordenen – Kommandør af 1. grad                                                                                   | 1808                                            |
|                                                 | Order Danebroga – Komandor                                                                           | Dannebrogordenen – Kommandør                                                                                              | 1861/1864                                       |
|                                                 | Krzyż Waleczności                                                                                    | Tapperhedskorset | 2011                                            |
|                                                 | Medal Obrony dla Poległych i Rannych na Służbie (dla poległych do 2009)                              | Forsvarets Medalje for faldne og sårede i tjeneste (hvis tildelt faldne indtil 2009)                                      | 1996                                            |
|                                                 | Medal Obrony dla Poległych na Służbie                                                                | Forsvarets Medalje for Faldne i tjeneste                                                                                  | 2009                                            |
|                                                 | Medal Ministerstwa Sprawiedliwości dla Zmarłych na Służbie                                           | Justitsministeriets Medalje for Omkomne i Tjeneste                                                                        | 2019                                            |
|                                                 | Order Danebroga – Odznaka Honorowa (Krzyż Srebrny)                                                   | Dannebrogordenens hæderstegn (Sølvkors)                                                                                   | 1809/1952                                       |
|                                                 | Order Danebroga – Kawaler 1. Stopnia                                                                 | Dannebrogordenen – Ridder af 1. grad                                                                                      | 1808                                            |
|                                                 | Order Danebroga – Kawaler                                                                            | Dannebrogordenen – Ridder                                                                                                 | 1952                                            |
|                                                 | Złoty Medal Zasługi                                                                                  | Fortjenstmedaillen i guld                                                                                                 | 1792                                            |
|                                                 | Medal „Ingenio et arti”                                                                              | Medaillen Ingenio et Arti                                                                                                 | 1841                                            |
|                                                 | Medal Pamiątkowy 80-lecia Urodzin Królowej Małgorzaty II                                             | Erindringsmedaillen i anledning af Hendes Majestæt Dronningens 80-års fødselsdag                                          | 2020                                            |
|                                                 | Medal Wspomnieniowy Księcia Henryka                                                                  | Prins Henriks Mindemedaille                                                                                               | 2019                                            |
|                                                 | Medal Pamiątkowy Złotych Godów Królowej Małgorzaty i księcia Henryka                                 | Erindringsmedaillen i anledning af Hendes Majestæt Dronning Margrethes og Hans Kongelige Højhed Prins Henriks guldbryllup | 2017                                            |
|                                                 | Medal Pamiątkowy 75-lecia Urodzin Królowej Małgorzaty II                                             | Erindringsmedaillen i anledning af Hendes Majestæt Dronningens 75 års fødselsdag                                          | 2015                                            |
|                                                 | Medal Pamiątkowy 40-lecia Panowania Królowej Małgorzaty II                                           | Erindringsmedaillen i anledning af Hendes Majestæt Dronningens 40 års regeringsjubilæum                                   | 2012                                            |
|                                                 | Medal Pamiątkowy 70-lecia Urodzin Królowej Małgorzaty II                                             | Erindringsmedaillen i anledning af Hendes Majestæt Dronningens 70 års fødselsdag                                          | 2010                                            |
|                                                 | Medal Pamiątkowy 75-lecia Urodzin księcia Henryka                                                    | Erindringsmedaillen i anledning af Hans Kongelige Højhed Prinsgemalens 75 års fødselsdag                                  | 2011                                            |
|                                                 | Medal Pamiątkowy 25-lecia Panowania Królowej Małgorzaty II                                           | Erindringsmedaillen i anledning af Hendes Majestæt Dronningens 25 års regeringsjubilæum                                   | 1997                                            |
|                                                 | Medal Pamiątkowy Srebrnych Godów Królowej Małgorzaty i księcia Henryka                               | Erindringsmedaillen i anledning af Hendes Majestæt Dronning Margrethes og Hans Kongelige Højhed Prins Henriks sølvbryllup | 1992                                            |
|                                                 | Medal Wspomnieniowy 100-lecia od Narodzin Króla Fryderyka IX                                         | Mindemedaljen i anledning af hundredårsdagen for Kong Frederik den IX.s fødsel                                            | 1999                                            |
|                                                 | Medal Wspomnieniowy Króla Fryderyka IX                                                               | Kong Frederik den IX’s mindemedaille                                                                                      | 1972                                            |
|                                                 | Medal Wspomnieniowy 100-lecia od Narodzin Króla Chrystiana X                                         | Mindemedaille i anledning af hundredårsdagen for Kong Christian den X’s fødsel                                            | 1970                                            |
|                                                 | Medal Wspomnieniowy Królowej Ingrid                                                                  | Dronning Ingrids Mindemedaille                                                                                            | 2001                                            |
|                                                 | Medal Pamiątkowy 50-lecia od Przybycia Królowej Ingrid do Danii                                      | Erindringsmedaillen i anledning af 50-års dagen for Hendes Majestæt Dronning Ingrids ankomst til Danmark                  | 1985                                            |
|                                                 | Medal Królewski Nagrody 1. stopnia z koroną i inskrypcją                                             | Den kongelige Belønningsmedaille af 1. grad med krone med inskription                                                     | 1865/1972                                       |
|                                                 | Medal za Czyn Szlachetny                                                                             | Medaljen for ædel dåd | 1793                                            |
|                                                 | Medal za Ratowanie Tonących                                                                          | Medaljen for druknedes redning                                                                                            | 1812                                            |
|                                                 | Medal Obrony za Waleczność                                                                           | Forsvarets Medalje for Tapperhed                                                                                          | 1996/2009                                       |
|                                                 | Srebrny Medal Zasługi                                                                                | Fortjenstmedaillen i sølv                                                                                                 | 1792                                            |
|                                                 | Medal Królewski Nagrody (pozłacany z koroną)                                                         | Den kongelige belønningsmedaille (sølvforgyldt med krone)                                                                 | 1865/1972                                       |
|                                                 | Medal Królewski Nagrody (pozłacany)                                                                  | Den kongelige belønningsmedaille (sølvforgyldt)                                                                           | 1865/1972                                       |
|                                                 | Medal Królewski Nagrody (srebrny z koroną)                                                           | Den kongelige belønningsmedaille (sølv med krone)                                                                         | 1865/1972                                       |
|                                                 | Medal Królewski Nagrody (srebrny)                                                                    | Den kongelige belønningsmedaille (sølv)                                                                                   | 1865/1972                                       |
|                                                 | Medal Pamiątkowy Króla Christiana X za Udział w Wojnie 1940-45                                       | Kong Christian den X.s erindringsmedaille for deltagelse i krigen 1940-45                                                 | 1946                                            |
|                                                 | Medal Wolności Króla Chrystiana X                                                                    | Kong Christian den X.s frihedsmedalje                                                                                     | 1946                                            |
|                                                 | Medal za Wyróżniającą się Służbę Lotniczą                                                            | Medaljen for udmærket lufttjeneste                                                                                        | 1962                                            |
|                                                 | Medal Ministra Obrony                                                                                | Forsvarsministerens Medalje                                                                                               | 2009                                            |
|                                                 | Medal Ministra Sprawiedliwości                                                                       | Justitsministerens Medalje                                                                                                | 2019                                            |
|                                                 | Medal Obrony dla Poległych i Rannych na Służbie (dla rannych)                                        | Forsvarets Medalje for faldne og sårede i tjeneste (hvis tildelt sårede)                                                  | 1996                                            |
|                                                 | Medal Obrony dla Rannych na Służbie                                                                  | Forsvarets Medalje for Sårede i Tjeneste                                                                                  | 2009                                            |
|                                                 | Medal Ministerstwa Sprawiedliwości dla Rannych na Służbie                                            | Justitsministeriets Medalje for Sårede i Tjeneste                                                                         | 2019                                            |
|                                                 | Medal Obrony za Wzorową Służbę                                                                       | Forsvarets Medalje for Fremragende Tjeneste                                                                               | 2009                                            |
|                                                 | Odznaka Honorowa za Dobrą Służbę w Marynarce                                                         | Hæderstegnet for god tjeneste ved søetaten                                                                                | 1801/2005                                       |
|                                                 | Odznaka Honorowa za Dobrą Służbę w Armii Lądowej                                                     | Hæderstegnet for god tjeneste ved hæren                                                                                   | 1945/2005                                       |
|                                                 | Odznaka Honorowa za Dobrą Służbę w Siłach Powietrznych                                               | Hæderstegnet for god tjeneste ved flyvevåbnet                                                                             | 1953/2005                                       |
|                                                 | Odznaka Honorowa Obrony za Dobrą Służbę                                                              | Forsvarets hæderstegn for god tjeneste                                                                                    | 1953/2005                                       |
|                                                 | Odznaka Zasługi Gwardii                                                                              | Hjemmeværnets fortjensttegn                                                                                               | 1959                                            |
| w przygot.                                      | Medal za Waleczność Majora Andersa Lassena                                                           | Major Anders Lassen-medaljen for Tapperhed                                                                                | 2020                                            |
|                                                 | Medal Obrony                                                                                         | Forsvarets Medalje | 1991                                            |
|                                                 | Medal Obrony za Chwalebny Wysiłek                                                                    | Forsvarets Medalje for Fortjenstfuld Indsats                                                                              | 2009                                            |
|                                                 | Medal Obrony za Międzynarodową Służbę – Afganistan                                                   | Forsvarets Medalje for International Tjeneste – Afghanistan                                                               | 2010                                            |
|                                                 | Medal Obrony za Międzynarodową Służbę – Kosowo                                                       | Forsvarets Medalje for International Tjeneste – Kosovo                                                                    | 2010                                            |
|                                                 | Medal Obrony za Międzynarodową Służbę – Liban                                                        | Forsvarets Medalje for International Tjeneste – Libanon                                                                   | 2010                                            |
|                                                 | Medal Obrony za Międzynarodową Służbę – Zatoka Adeńska                                               | Forsvarets Medalje for International Tjeneste – Adenbugten                                                                | 2010                                            |
|                                                 | Medal Obrony za Międzynarodową Służbę – Libia                                                        | Forsvarets Medalje for International Tjeneste – Libyen                                                                    | 2010                                            |
|                                                 | Medal Obrony za Międzynarodową Służbę – Syria                                                        | Forsvarets Medalje for International Tjeneste – Syrien                                                                    | 2010                                            |
|                                                 | Medal Obrony za Międzynarodową Służbę – Irak                                                         | Forsvarets Medalje for International Tjeneste – Irak                                                                      | 2010                                            |
|                                                 | Medal Obrony za Międzynarodową Służbę – pojedyncza misja                                             | Forsvarets Medalje for International Tjeneste – Enkeltmand                                                                | 2010                                            |
|                                                 | Medal Obrony za Międzynarodową Służbę 1948–2009                                                      | Forsvarets Medalje for International Tjeneste 1948-2009                                                                   | 2015                                            |
|                                                 | Medal Agencji Zarządzania Ratowniczego                                                               | Redningsberedskabets Medalje                                                                                              | 1994                                            |
| w przygot.                                      | Medal Agencji Zarządzania Ratowniczego za Międzynarodową Służbę                                      | Redningsberedskabets Medalje for International Tjeneste                                                                   | 2015                                            |
|                                                 | Medal Ministerstwa Sprawiedliwości za Międzynarodowy Wysiłek                                         | Justitsministeriets Medalje for International Indsats                                                                     | 2019                                            |
|                                                 | Brązowy Medal Obrony za Międzynarodową Służbę                                                        | Forsvarets Medalje for International Tjeneste i Bronze                                                                    | 2020                                            |
| w przygot.                                      | Odznaka Zasługi za Dobrą Służbę w Rezerwie Obrony (40 lat)                                           | Fortjensttegnet for god tjeneste i FSV reserve (40 år)                                                                    | 2012                                            |
|                                                 | Odznaka Zasługi za Dobrą Służbę w Rezerwie Obrony (25 lat)                                           | Fortjensttegnet for god tjeneste i FSV reserve (25 år)                                                                    | 1978                                            |
| w przygot.                                      | Medal Jubileuszowy Gwardii                                                                           | Hjemmeværnets Jubilæumsmedalje                                                                                            | 1998                                            |
| w przygot.                                      | Odznaka 70. lat w Gwardii                                                                            | Hjemmeværnets 70 års anciennitetstegn                                                                                     | 2008                                            |
|                                                 | Odznaka 60. lat w Gwardii                                                                            | Hjemmeværnets 60 års anciennitetstegn                                                                                     | 2008                                            |
|                                                 | Odznaka 50. lat w Gwardii                                                                            | Hjemmeværnets 50 års anciennitetstegn                                                                                     | 2000                                            |
|                                                 | Odznaka 40. lat w Gwardii                                                                            | Hjemmeværnets 40 års anciennitetstegn                                                                                     | 1988                                            |
|                                                 | Odznaka 25. lat w Gwardii                                                                            | Hjemmeværnets 25 års anciennitetstegn                                                                                     | 1973                                            |
|                                                 | Odznaka Honorowa za Dobrą Służbę w Agencji Zarządzania Ratowniczego (daw. Obrony Cywilnej)           | Hæderstegnet for god tjeneste i Redningsberedskabet (tidligere Civilforsvaret)                                            | 2012                                            |
|                                                 | Odznaka Honorowa za 40-letnią Dobrą Służbę w Policji                                                 | Hæderstegnet for 40 års god tjeneste i politiet                                                                           | 2017                                            |
|                                                 | Odznaka Honorowa za 25-letnią Dobrą Służbę w Policji                                                 | Hæderstegnet for 25 års god tjeneste i politiet                                                                           | 1959                                            |
| w przygot.                                      | Medal Jubileuszowy 100-lecia Służb Ratowniczych                                                      | Redningsvæsenets 100-års jubilæumsmedalje                                                                                 | 1952                                            |
|                                                 | Odznaka Honorowa dla Oficerów i Komendantów oraz Szeregowych Straży Pożarnej w Kopenhadze            | Hæderstegn for officerer og andre befalingsmænd samt menige i Københavns brandvæsen                                       | 1903                                            |
|                                                 | Odznaka Honorowa dla Oficerów i Komendantów oraz Szeregowych Straży Pożarnej we Frederiksbergu       | Hæderstegn for officerer og andre befalingsmænd samt menige i Frederiksberg brandvæsen                                    | 1926                                            |
|                                                 | Odznaka Honorowa za Dobrą Służbę w Straży Pożarnej                                                   | Hæderstegnet for god tjeneste i brandvæsenet                                                                              | 1973                                            |
|                                                 | Medal Galathea                                                                                       | Galatheamedaillen | 1955                                            |
|                                                 | Medal Korei                                                                                          | Koreamedaillen | 1956                                            |
|                                                 | Odznaka Honorowa Duńskiego Czerwonego Krzyża                                                         | Dansk Røde Kors’ hæderstegn                                                                                               | 1916/1963                                       |
|                                                 | Odznaka Zasługi Duńskiego Czerwonego Krzyża I Stopnia                                                | Dansk Røde Kors’ fortjensttegn af 1. grad                                                                                 | 1963                                            |
|                                                 | Odznaka Zasługi Duńskiego Czerwonego Krzyża                                                          | Dansk Røde Kors’ fortjensttegn                                                                                            | 1963                                            |
|                                                 | Medal Duńskiego Czerwonego Krzyża                                                                    | Dansk Røde Kors’ medalje                                                                                                  | 1927                                            |
|                                                 | Odznaka Pamiątkowa Duńskiego Czerwonego Krzyża za Pomoc Chorym i Rannym w Wojnie w Finlandii 1939-40 | Dansk Røde Kors’ mindetegn for hjælp til syge og sårede i krigen i Finland 1939-40                                        | 1940                                            |
|                                                 | Odznaka Pamiątkowa Duńskiego Czerwonego Krzyża za Pracę Pomocową na Wojnie 1939-45                   | Dansk Røde Kors’ mindetegn for krigshjælpearbejde 1939-45                                                                 | 1946                                            |
|                                                 | Odznaka Pamiątkowa Duńskiego Czerwonego Krzyża za Udział w Wymianie Więźniów w Korei                 | Dansk Røde Kors’ mindetegn for deltagelse i krigsfangeudvekslingen i Korea                                                | 1956                                            |
|                                                 | Odznaka Honorowa Związku Zarządzania Ratowniczego                                                    | Beredskabs-Forbundets hæderstegn                                                                                          | 1956                                            |
|                                                 | Odznaka Honorowa Zrzeszenia Oficerów Rezerwy                                                         | Reserveofficersforeningen i Danmarks hæderstegn                                                                           | 1950                                            |
|                                                 | Medal Nagrody Pokojowej                                                                              | Fredsprismedaljen | 1994                                            |
|                                                 | Medal Honoru Nordyckich Niebieskich Beretów                                                          | The Nordic Blue Berets Medal of Honour                                                                                    | 2008                                            |
|                                                 | Odznaka Honorowa Duńskiego Stowarzyszenia Strzelecko-Gimnastyczno-Sportowego                         | De Danske Skytte-, Gymnastik- og Idrætsforeningers Hæderstegn                                                             | 1941                                            |
|                                                 | Odznaka Honorowa Duńskiego Stowarzyszenia Sportowców Wojskowych                                      | Dansk Militært Idrætsforbunds Hæderstegn                                                                                  | 1968                                            |
|                                                 | Odznaka Honorowa Duńskiej Rady Turystyki                                                             | Danmarks Turistråds Hæderstegn                                                                                            | 1968                                            |
|                                                 | Odznaka Honorowa Duńskiej Rady Rzemiosła                                                             | Håndværksrådets Hæderstegn                                                                                                | 1965                                            |

(*)może dotyczyć daty ustanowienia klasy orderu lub stopnia odznaczenia
| Baretka                                                                                               | Nazwa polska                                                                                          | Nazwa duńska (lub oryginalna)                                                                         | Ustanowiono zreformowano                                                                              |
| Odznaczenia poza aktualną kolejnością starszeństwa, nieoficjalne lub nieautoryzowane (lista niepełna) | Odznaczenia poza aktualną kolejnością starszeństwa, nieoficjalne lub nieautoryzowane (lista niepełna) | Odznaczenia poza aktualną kolejnością starszeństwa, nieoficjalne lub nieautoryzowane (lista niepełna) | Odznaczenia poza aktualną kolejnością starszeństwa, nieoficjalne lub nieautoryzowane (lista niepełna) |
| --- | --- | --- | --- |
| | Odznaka Członka Kapituły Orderów Królewskich                                                          | Officianttegnet af De Kongelige Ridderordeners Kapitel                                                | 1826                                                                                                  |
| | Medal Pamiątkowy 400-lecia Regimentu Huzarów Gwardii                                                  | Gardehusarregimentets 400 års jubilæums medalje                                                       | 2014                                                                                                  |
| | Medal Pamiątkowy 350-lecia Gwardii Królewskiej                                                        | Livgarden 350 års jubilæums medalje                                                                   | 2008                                                                                                  |
| | Medal Pamiątkowy 250-lecia Gwardii Królewskiej                                                        | Livgarden 250 års jubilæums medalje                                                                   | 1908                                                                                                  |
| | Medal Zasługi Duńskiego Bractwa Obrony (Stowarzyszenia Weteranów)                                     | Danske Forsvarsbrødres fortjenstmedalje                                                               | |
| | Medal Członka Honorowego Duńskiego Bractwa Obrony (Stowarzyszenia Weteranów)                          | Danske Forsvarsbrødres æresmedlemsmedalje                                                             | |
| | Krzyż Honorowy Duńskiego Bractwa Obrony (Stowarzyszenia Weteranów)                                    | Danske Forsvarsbrødres æreskors                                                                       | |
| | Medal Pamiątkowy Duńskiej Misji w Iraku w 1991                                                        | Medal for the Danish Participants of International Control in Iraq                                    | |
| | Medal Policyjny za Szczególne Osiągnięcia w Misjach Pokojowych IFOR i SFOR                            | IFOR and SFOR Police Special Performance Medal                                                        | |
| | Medal Międzynarodowej Komisja ds. Byłej Jugosławii                                                    | Medal of the International Conference on Former Yugoslavia                                            | |

| Baretka                                            | Nazwa polska                                             | Nazwa duńska (lub oryginalna)                                                    | Ustanowiono zreformowano                           |
| Odznaczenia wygasłe lub zniesione (lista niepełna) | Odznaczenia wygasłe lub zniesione (lista niepełna)       | Odznaczenia wygasłe lub zniesione (lista niepełna)                               | Odznaczenia wygasłe lub zniesione (lista niepełna) |
| -------------------------------------------------- | -------------------------------------------------------- | -------------------------------------------------------------------------------- | -------------------------------------------------- |
|                                                    | Order Zbrojnego Ramienia                                 | Væbnede Arms Orden                                                               | 1616                                               |
|                                                    | Order Wierności                                          | Troskabsordenen (Ordenen de l'Union Parfaite)                                    | 1732                                               |
|                                                    | Order Matyldy                                            | Mathilde Ordenen                                                                 | 1771                                               |
|                                                    | Order Chrystiana VII                                     | Christian VIIs Orden (Ordenen Tessera Concordiæ)                                 | 1774                                               |
|                                                    | Odznaka Wspomnieniowa Króla Fryderyka IX                 | Kong Frederik den IX’s mindetegn                                                 | 1972                                               |
|                                                    | Medal Pamiątkowy 50-lecia Urodzin Królowej Małgorzaty II | Erindringsmedaillen i anledning af Hendes Majestæt Dronningens 50 års fødselsdag | 1990                                               |
|                                                    | Medal Zasługi Grenlandzkiego Samorządu                   | Grønlands Hjemmestyres Medalje (grenl. Nersornaat)                               | 1898                                               |

| Baretka                                                             | Nazwa polska                                                        | Nazwa duńska                                                        |
| Wojskowe Medale Marszu Duńskiego Kontyngentu (DANCON); Dancon March | Wojskowe Medale Marszu Duńskiego Kontyngentu (DANCON); Dancon March | Wojskowe Medale Marszu Duńskiego Kontyngentu (DANCON); Dancon March |
| ------------------------------------------------------------------- | ------------------------------------------------------------------- | ------------------------------------------------------------------- |
|                                                                     | Medal Marszu DANCON UNFICYP (Cypr 1964-1993)                        | Dancon March medaljen                                               |
|                                                                     | Medal Marszu DANCON UNTAG (Namibia)                                 | Dancon March medaljen                                               |
|                                                                     | Medal Marszu DANCON UNIKOM (Kuwejt, Irak)                           | Dancon March medaljen                                               |
|                                                                     | Medal Marszu DANCON UNPROFOR (Chorwacja 1992-1995)                  | Dancon March medaljen                                               |
|                                                                     | Medal Marszu DANCON UNPF                                            | Dancon March medaljen                                               |
|                                                                     | Medal Marszu DANCON IFOR (Bośnia 1995-1996)                         | Dancon March medaljen                                               |
|                                                                     | Medal Marszu DANCON National Support Element IFOR (Bośnia)          | Dancon March medaljen                                               |
|                                                                     | Medal Marszu DANCON SFOR (Bośnia 1996-2003)                         | Dancon March medaljen                                               |
|                                                                     | Medal Marszu Śmierci DANCON SFOR (Bośnia)                           | Dancon March medaljen                                               |
|                                                                     | Medal Marszu DANSQN Tuzla (Bośnia 1994)                             | Dancon March medaljen                                               |
|                                                                     | Medal Marszu DANCON UNOMIG (Gruzja)                                 | Dancon March medaljen                                               |
|                                                                     | Medal Marszu DANCON UNGC (Irak; Kurdystan 1994)                     | Dancon March medaljen                                               |
|                                                                     | Medal Marszu DANCON UNPREDEP (Macedonia) – typ 1.                   | Dancon March medaljen                                               |
|                                                                     | Medal Marszu DANCON UNPREDEP (Macedonia) – typ 2.                   | Dancon March medaljen                                               |
|                                                                     | Medal Marszu DANCON UNMEE (Etiopia i Erytrea)                       | Dancon March medaljen                                               |
|                                                                     | Medal Półmaratonu DANCON UNMEE (Etiopia i Erytrea)                  | Dancon March medaljen                                               |
|                                                                     | Medal Marszu Śmierci DANCON UNMEE (Etiopia i Erytrea)               | Dancon March medaljen                                               |
|                                                                     | Medal Marszu DANCON KFOR (Kosowo)                                   | Dancon March medaljen                                               |
|                                                                     | Medal Marszu DANCON National Support Element KFOR (Kosowo)          | Dancon March medaljen                                               |
|                                                                     | Medal Marszu Śmierci DANCON KFOR (Kosowo)                           | Dancon March medaljen                                               |
|                                                                     | Medal Marszu DANCON Task Force FOX (Macedonia)                      | Dancon March medaljen                                               |
|                                                                     | Medal Marszu DANCON AFOR (Albania 1999)                             | Dancon March medaljen                                               |
|                                                                     | Medal Marszu DANDET Kirgistan                                       | Dancon March medaljen                                               |
|                                                                     | Medal Marszu DANCON ISAF (Afganistan od 2002)                       | Dancon March medaljen                                               |
|                                                                     | Medal Marszu DANCON Irak (2003–2007)                                | Dancon March medaljen                                               |
|                                                                     | Medal Marszu DANCON KFOR (Kosowo 2010)                              | Dancon March medaljen                                               |
|                                                                     | Medal Marszu DANCON KFOR (Kosowo 2012-2014)                         | Dancon March medaljen                                               |
|                                                                     | Medal Marszu DANCON KFOR (Kosowo 2015)                              | Dancon March medaljen                                               |
|                                                                     | Medal Marszu DANCON KFOR (Kosowo 2016)                              | Dancon March medaljen                                               |
|                                                                     | Medal Marszu DANCON KFOR (Kosowo 2017)                              | Dancon March medaljen                                               |
|                                                                     | Medal Marszu DANCON KFOR (Kosowo 2018-2022)                         | Dancon March medaljen                                               |
|                                                                     | Medal Marszu DANCON KFOR (Kosowo 2023)                              | Dancon March medaljen                                               |
|                                                                     | Medal Marszu DANCON Camp Novo Selo (Kosowo)                         | Dancon March medaljen                                               |
|                                                                     | Medal Marszu DANCON Camp Novo Selo (Kosowo 2023)                    | Dancon March medaljen                                               |
|                                                                     | Medal Marszu DANCON Camp Novo Selo (Kosowo 2023); 75. Marsz         | Dancon March medaljen                                               |
| w przygot.                                                          | Medal Marszu DANCON SRO2 (Strong Resolve Operation)                 | Dancon March medaljen                                               |
|                                                                     | Medal Marszu DANCON UNIFIL (Liban)                                  | Dancon March medaljen                                               |
|                                                                     | Medal Marszu DANCON Chaghcharan (Afganistan)                        | Dancon March medaljen                                               |
| w przygot.                                                          | Medal Marszu DANCON Feyzabad (Afganistan)                           | Dancon March medaljen                                               |
|                                                                     | Medal Marszu DANCON Helmand (Afganistan)                            | Dancon March medaljen                                               |
|                                                                     | Medal Marszu DANCON Kabul (Afganistan)                              | Dancon March medaljen                                               |
|                                                                     | Medal Marszu DANCON Mazar-e-Sharif (Afganistan)                     | Dancon March medaljen                                               |
|                                                                     | Medal Marszu DANCON Resolute Support (Afganistan 2020)              | Dancon March medaljen                                               |
|                                                                     | Medal Marszu DANCON Bahrajn (2014)                                  | Dancon March medaljen                                               |
|                                                                     | Medal Marszu DANCON Irak (NATO Mission Iraq)                        | Dancon March medaljen                                               |
|                                                                     | Medal Marszu DANCON Kuwejt                                          | Dancon March medaljen                                               |
| w przygot.                                                          | Medal Marszu DANCON MINUSMA (Mali)                                  | Dancon March medaljen                                               |
| w przygot.                                                          | Medal Marszu DANCON Sudan Południowy                                | Dancon March medaljen                                               |
|                                                                     | Medal Marszu DANCON MNCNE Szczecin (2016)                           | Dancon March medaljen                                               |
|                                                                     | Medal Marszu DANCON MNCNE Szczecin (2019)                           | Dancon March medaljen                                               |
|                                                                     | Medal Marszu DANCON Estonia (2022)                                  | Dancon March medaljen                                               |
|                                                                     | Medal Marszu DANCON Łotwa (2022)                                    | Dancon March medaljen                                               |